# Simulium marathrumi
Simulium marathrumi es una especie de insecto del género Simulium, familia Simuliidae, orden Diptera.
Fue descrita científicamente por Fairchild, 1940.